# Martonfalvay Imre
Martonfalvay Imre, másképp Lacza vagy Lukács Imre (Martonfalva, 1510 – Pápa, 1591 után) az Enyingi Török család számtartója, katona, várépítő, az egyik legkorábbi magyar emlékirat szerzője.

## Élete
Vas vármegyei nemesi családba született a ma már Kemenespálfa részét képező Martonfalván (később Martonfa). Tizenéves diákként állt a nagyhatalmú földesúr, Török Bálint szolgálatába, íródeák, kulcsár, majd sáfár lett és haláláig a család bizalmasa maradt.
Katonai pályája Szigligeten indult. A mohácsi csata után I. Ferdinánd Török Bálintnak adományozta a birtokot, a Szapolyai Jánost támogató Lengyel család azonban nem adta át a várat, így 1531-ben Martonfalvay katonasággal foglalta el. Övé lett a kapitányi tisztség, a következő években a várat megerősíttette, bástyákat építtetett, a belső várban kutat ásatott.
1541-ben Buda elestekor Török Bálinttal együtt fogságba esett, de kalandos úton sikerült megszöknie. 1543-ban Pápára került, mint a földesúr számtartója, és hozzálátott a vár erődítéséhez. Vezetésével a város két török támadást vert vissza 1543-ban és 1555-ben. Jogi tudását felhasználva Martonfalvay a család több birtokát visszaszerezte a Török Bálint távollétét kihasználó földesuraktól, ezzel megnövelte az uradalom bevételeit, így anyagi alapot teremtett az erődítésekhez. Szolgálataiért Acsádon és Köveskúton kapott birtokokat.

## Emlékirata
Idős korában, 1585-ben birtokadományt kért Török Istvántól. Ekkor írta meg emlékiratait, amelyben, mintegy a kérvény indoklásaként, felsorolja a családnak tett szolgálatait. A mű, bár meglehetősen rövidre szabott, élénk képet fest a török kor hétköznapjairól, a végvári harcokról, különösen színesen írja le Buda elestét és Pápa két ostromát.
A kézirat 300 évig kallódott, mígnem 1866-ban előkerült Felsőbüki Nagy Sándor sitkei levéltárában, a szerző 15 oldalas naplótöredékével együtt. Szopori Nagy Imre adta ki 1881-ben a Monumenta Hungariae Historica, Scriptores sorozatban Martonfalvay beteges Imre deák szolgálatjárul rövidedőn való emlékezet címmel.
- Martonfalvai Imre deák emlékirata; kiad. Szopori Nagy Imre; Akadémia, Bp., 1881 (Magyar történelmi emlékek. 2. oszt. Írók, 31.) – hasonmásban: 2000
- Török Bálint deákjának Martonfalvay Imrének naplótöredéke és emlékirata, 1555, 1585. A kézirat hasonmása és betűhű átirata bevezetéssel és jegyzetekkel; sajtó alá rend. E. Abaffy Erzsébet, Kozocsa Sándor, közrem. Bak Borbála; Magyar Nyelvtudományi Társaság, Bp., 1986 (A magyar nyelvtörténet forrásai)